# Bắc Đông Hưng, Hưng Yên
Bắc Đông Hưng là một xã thuộc tỉnh Hưng Yên, Việt Nam.

## Địa lý
Xã Bắc Đông Hưng nằm ở phía đông nam tỉnh Hưng Yên, có vị trí địa lý:
- Phía đông và đông nam lần lượt giáp với xã Tân Tiến và xã Nam Thụy Anh.
- Phía tây giáp xã Đông Hưng.
- Phía nam giáp xã Bắc Đông Quan.
- Phía bắc xã Quỳnh An.

## Lịch sử
Ngày 16 tháng 6 năm 2025, Ủy ban Thường vụ Quốc hội ban hành Nghị quyết số 1666/NQ-UBTVQH15 về việc sắp xếp các đơn vị hành chính cấp xã của tỉnh Hưng Yên năm 2025. Theo đó, sắp xếp toàn bộ diện tích tự nhiên, quy mô dân số của các xã Đông Cường, Đông Xá và Đông Phương thành xã mới có tên gọi là xã Bắc Đông Hưng.